# Milleriinae
Milleriinae je podtribus glavočika, dio je tribusa Millerieae. Opisan je u Genera Plantarum 2(1): 190. 1873. Sastoji se od 11 rodova, od kojih je tipičan Milleria, rasprostranjen od Meksika do Perua i Bolivije.

## Rodovi
1. Axiniphyllum Benth. (5 spp.)
2. Guizotia Cass. (7 spp.)
3. Micractis DC. (2 spp.)
4. Milleria Houst. ex L. (1 sp.)
5. Rumfordia DC. (7 spp.)
6. Sigesbeckia L. (10 spp.)
7. Smallanthus Mack. (22 spp.)
8. Stachycephalum Sch. Bip. ex Benth. (3 spp.)
9. Trigonospermum Less. (6 spp.)
10. Unxia L.f. (2 spp.)
11. Zandera D. L. Schulz (3 spp.)